# Loren Alfonso Dominguez
Loren Alfonso Dominguez est un boxeur azerbaïdjanais d'origine cubaine né le 28 mai 1995.

## Carrière
Sa carrière amateur est principalement marquée par une médaille d'or remportée aux Championnats du monde de boxe amateur 2021 dans la catégorie des poids lourds-légers, une médaille de bronze olympique en 2021 dans la catégorie des poids mi-lourds, et une médaille d'or aux Jeux européens de 2019 dans la catégorie poids mi-lourds.
Au premier tour du tournoi olympique des poids lourds des Jeux olympiques de 2024 organisés à Paris, Loren Alfonso domine son compatriote double champion olympique Julio César de la Cruz par décision partagée.

## Palmarès

### Jeux olympiques
- Médaille de bronze en -81 kg en 2021 à Tokyo, Japon

### Championnats du monde
- Médaille d'or en -86 kg en 2021 à Belgrade, Serbie

### Jeux européens
- Médaille d'or en -81 kg en 2019 à Minsk, Biélorussie